# Osterwaldiella monostricta
Osterwaldiella monostricta là một loài rêu trong họ Pterobryaceae. Loài này được M. Fleisch. ex Broth. mô tả khoa học đầu tiên năm 1925.